# Statuomanie

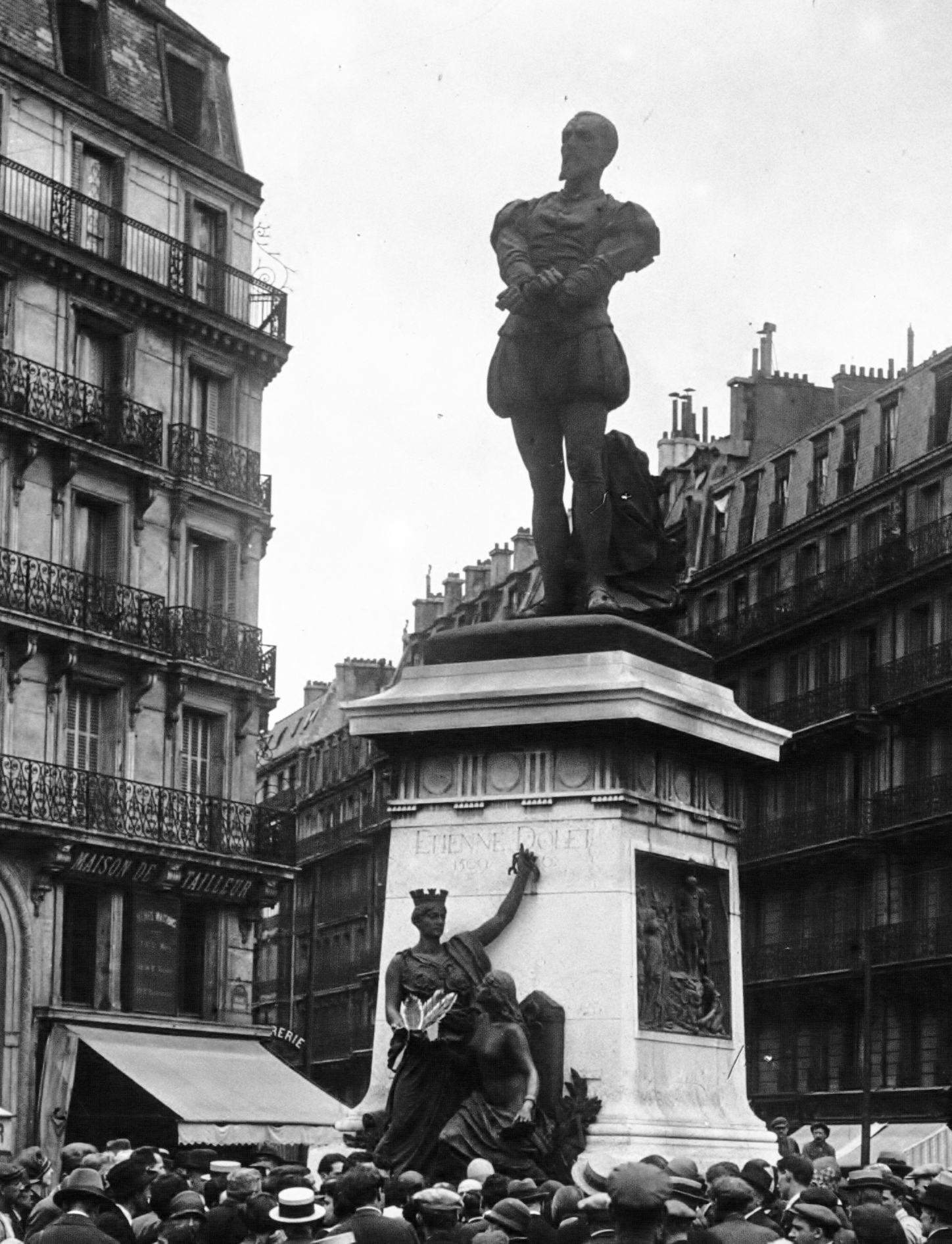
Ernest Guilbert, Monument à Étienne Dolet, 1889, Paris, place Maubert, fondu en 1941 sous le régime de Vichy.

La statuomanie est d'abord un mot inventé au XIXe siècle pour moquer la propension de la monarchie de Juillet à élever çà et là des monuments aux grands personnages. Le terme apparaît sous la plume d'Auguste Barbier en 1846, il s'agit du titre de l'un de ses poèmes,. C'est Maurice Agulhon, dans un article de 1978, qui réhabilite ce mot en lui ôtant sa connotation péjorative. Pour Agulhon le phénomène de la statuomanie est à la fois urbanistique, artistique et politique. Il se manifeste sur le plan urbanistique par la colonisation de l'espace urbain par la sculpture en raison des larges places, promenades et autres boulevards, typiques de la ville moderne du XIXe siècle. Ces statues réalisées en hommage à des grands hommes et femmes pouvaient récompenser des bienfaiteurs de type très divers, de Voltaire à Marie Harel, inventrice du camembert. La statuomanie prend fin sous le régime de Vichy, lorsque celui-ci décide de fondre des monuments publics pour fournir des métaux non ferreux destinés à soutenir l'effort de guerre allemand.